# Файзабад (Афганістан)
Файзабад (дарі فيضآباد) — столиця та найбільше місто провінції Бадахшан, на півночі Афганістану.

## Географія
Місто розташоване на правому березі річки Кокча.

### Клімат
Місто знаходиться у зоні, котра характеризується вологим континентальним кліматом з теплим літом. Найтепліший місяць — липень із середньою температурою 24.2 °C (75.6 °F). Найхолодніший місяць — січень, із середньою температурою -1.8 °С (28.8 °F).
| Клімат Файзабада        | Клімат Файзабада | Клімат Файзабада | Клімат Файзабада | Клімат Файзабада | Клімат Файзабада | Клімат Файзабада | Клімат Файзабада | Клімат Файзабада | Клімат Файзабада | Клімат Файзабада | Клімат Файзабада | Клімат Файзабада | Клімат Файзабада |
| Показник                | Січ.             | Лют.             | Бер.             | Квіт.            | Трав.            | Черв.            | Лип.             | Серп.            | Вер.             | Жовт.            | Лист.            | Груд.            | Рік              |
| Середня температура, °C | −1,8             | 0,5              | 5,7              | 12,2             | 15,9             | 20,8             | 24,2             | 23,5             | 18,6             | 13               | 6,7              | 1,5              | 11,7             |
| Норма опадів, мм        | 55.4             | 73.1             | 103.5            | 102.6            | 75.6             | 9.7              | 5.3              | 1                | 1.8              | 26.2             | 34.2             | 44.9             | 533.3            |
| Днів з опадами          | 4,4              | 7,1              | 11,3             | 12,8             | 10,8             | 3,8              | 2,3              | 0,8              | 1,3              | 4,3              | 4,4              | 5,2              | 68,5             |
| Вологість повітря, %    | 71.6             | 70.4             | 66.4             | 63.5             | 57.5             | 41.2             | 33.2             | 33               | 36.4             | 45.9             | 57.7             | 65.7             | 53.5             |
| ----------------------- | ---------------- | ---------------- | ---------------- | ---------------- | ---------------- | ---------------- | ---------------- | ---------------- | ---------------- | ---------------- | ---------------- | ---------------- | ---------------- |
| Джерело: Weatherbase    |                  |                  |                  |                  |                  |                  |                  |                  |                  |                  |                  |                  |                  |

## Економіка
Файзабад історично ізольований через нестачу мощених доріг. У місті є два базари, де донині торгують вовною, вовняним одягом, сіллю, цукром, чаєм та індиго.
Тут вирощуються деякі види зернових культур, такі як ячмінь, пшениця та рис. У безпосередній близькості від міста розташована соляна шахта. Поряд із містом знаходять берил. Також у Файзабаді є ремісниче виробництво вовняних речей. У місті є працююча гідроелектростанція.

## Населення та історія
Більшість населення складають таджики та узбеки. Також велика чисельність пуштунської та туркменської меншин.
Місто існувало під назвою Джауз Гун до 1680 року. Його назву було змінено на Файзабад, що можна перекласти як «житло божественної щедрості, благословення й милосердя», коли халат Магомета було доставлено до міста.
У безпосередній близькості від міста є сім старовинних фортець, деякі з яких вже лежать у руїнах.